# Sisyrinchium uliginosum
Sisyrinchium uliginosum är en irisväxtart som beskrevs av Pierfelice Ravenna. Sisyrinchium uliginosum ingår i släktet gräsliljor, och familjen irisväxter. Inga underarter finns listade i Catalogue of Life.